# Kare Solmundsson
Kare Solmundsson var svärson till Njál och huvudperson i den sista delen av Njáls saga. Han överlevde branden där bland andra Njál, Bergtora, Skarphedin och hans egen lilla son Tord omkom. Sedan ägnade Kare stor nit åt att hämnas på mordbrännarna.